# Max O'Leary
Max Edward O'Leary, né le 10 août 1996 à Bath, est un footballeur irlandais qui évolue au poste de gardien de but à Bristol City.

## Biographie

### En club
Né à Bath, O'Leary est formé par le Bristol City.
Le 9 janvier 2016 il fait ses débuts pour Bristol City, lors d'un match contre West Bromwich Albion de la FA Cup.

### En sélection
Grâce à un grand-père né dans le comté de kerry, Max O'Leary opte pour la sélection irlandaise. Il reçoit sa première convocation en équipe nationale d'Irlande le 25 mai 2019. Il accumule les sélections mais sans jamais jouer le moindre match. Il est toujours devancé notamment par une nouvelle génération de gardien comme Gavin Bazunu puis Caoimhín Kelleher. A la fin de la saison 2024-2025 il compte 18 présences sur le banc sans jouer la moindre seconde ce qui lui donnerait le statut d'international irlandais.
La première sélection d'O'Leary arrive enfin sous les ordres de Heimir Hallgrimsson le 10 juin 2025 à l'occasion d'un match amical contre le Luxembourg